# فرايداي براون
فرايداي براون (بالإنجليزية: Friday Brown)‏ هي مغنية مؤلفة بريطانية، ولدت في 18 فبراير 1947 في مانشستر في المملكة المتحدة.

## وصلات خارجية
- فرايداي براون على موقع IMDb (الإنجليزية)
- فرايداي براون على موقع ميوزك برينز (الإنجليزية)
- فرايداي براون على موقع ديسكوغز (الإنجليزية)